# Tapes rhomboides
Tapes rhomboides är en musselart som först beskrevs av Thomas Pennant 1777.  Tapes rhomboides ingår i släktet Tapes och familjen venusmusslor. Inga underarter finns listade i Catalogue of Life.